# Мемфис (Мичиген)
Мемфис (енгл. Memphis) град је у америчкој савезној држави Мичиген. По попису становништва из 2010. у њему је живело 1.183 становника.

## Демографија
Према попису становништва из 2010. у граду је живело 1.183 становника, што је 54 (4,8%) становника више него 2000. године.
| Група             | 2000.         | 2010.         |
| Белци             | 1.088 (96,4%) | 1.136 (96,0%) |
| Афроамериканци    | 8 (0,7%)      | 9 (0,8%)      |
| Азијати           | 6 (0,5%)      | 0 (0,0%)      |
| Хиспаноамериканци | 13 (1,2%)     | 25 (2,1%)     |
| Укупно            | 1.129         | 1.183         |